# Smilodon populator
Smilodon populator (лат.) — вид вымерших млекопитающих из рода смилодонов подсемейства саблезубых кошек семейства кошачьих. Крупнейшая саблезубая кошка всех времён и второй по величине представитель семейства, уступавший по величине лишь мосбахскому льву. Жил с 2,5 млн до 10 тыс. лет назад.

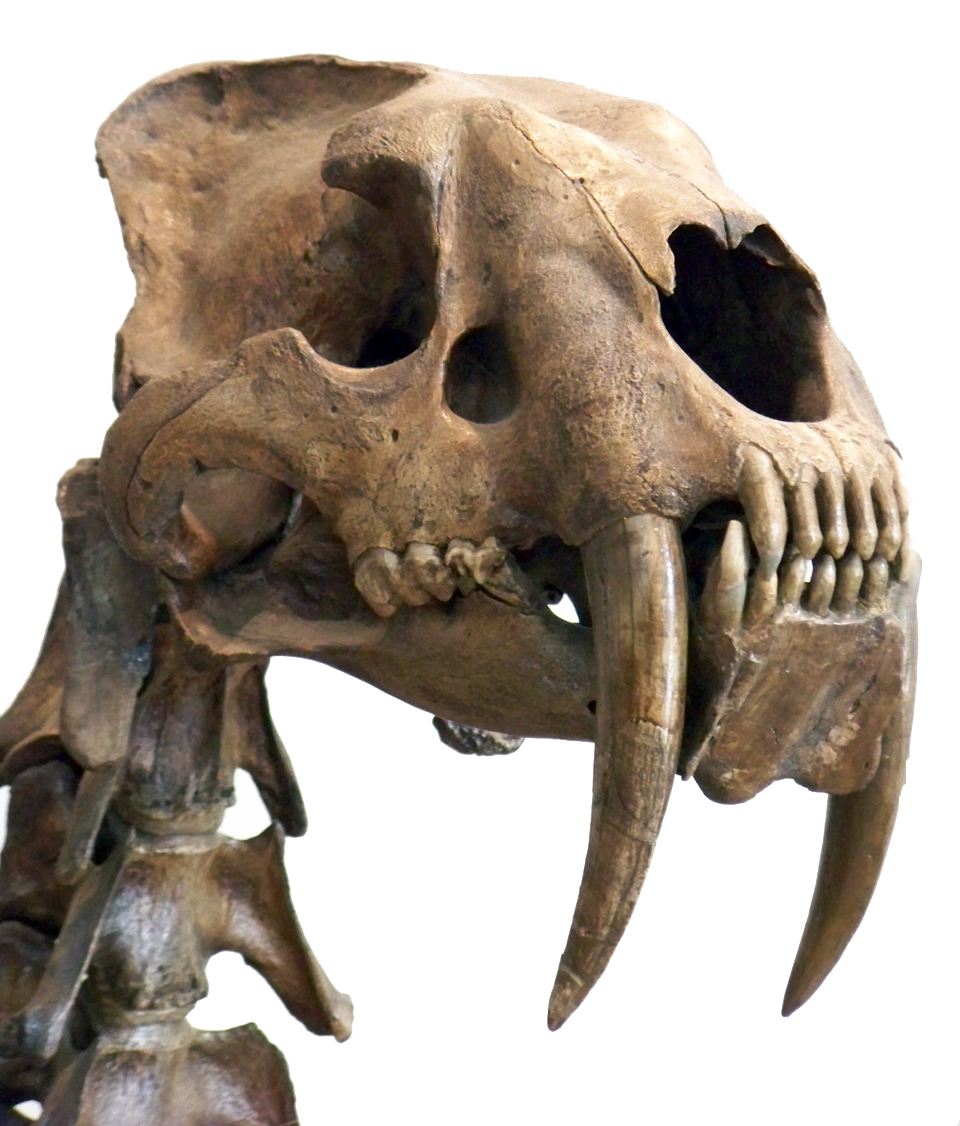
Череп и шея Smilodon populator (AMNH)

## Внешний вид и размеры
Smilodon populator являлся одной из наиболее крупных саблезубых кошек.
Высота в холке доходила до 125 см, длина — 250 см, вместе с 30-сантиметровым хвостом, предположительный вес находился в диапазон 220—360 кг, у особо крупных особей достигал 400 кг.
Зубная формула на верхней челюсти: 3I 1C 3P, а на нижней — 3I, 1C 2P. Знаменитые клыки достигали 29 сантиметров длины (вместе с корнем).
Smilodon populator мог открывать свою пасть на 120°, что, в совокупности с развитием сосцевидного отростка, помогавшего с большой силой двигать головой в вертикальной плоскости, позволяло ему глубоко вонзать свои клыки в тело жертвы, и, таким образом, эффективно, быстро, тратя меньше энергии, умерщвлять её, перерезая трахею и сонную артерию.
Другой предположительный способ умерщвления — глубокие повреждение мускулатуры, вызывавшие сильную кровопотерю и болевой шок. В то время как современные кошки, при нападении на крупную добычу чаще всего душат ее, а волки разрывают ей шею и бока.
Окраска этих животных могла быть однородной, но, скорее всего, была пятнистой, как у леопарда, возможно также наличие короткой гривы у самцов. Коренные зубы редуцированы.

## Образ жизни
Smilodon populator, по одному распространённому мнению, были социальными животными и могли образовывать прайды как у львов, которые включали в себя одного-двух доминирующих самцов, несколько самок и молодняк. Либо же они могли образовывать менее организованные группы, включавшие в себя примерно равное количество особей обоих полов, о чем говорит слабо выраженный половой диморфизм.
Охота велась преимущественно на крупных животных — на макраухений, дедикурусов (скорее всего детёнышей), мегатериев, наземных ленивцев, токсодонов и других ныне вымерших больших травоядных. В Южной Америке серьёзных конкурентов у этих хищников практически не было, до появления первых людей в Америке 15 тыс. лет назад.